# 透镜蜗牛属
透镜蜗牛属（學名：Otesiopsis）是柄眼目的一個陸生腹足綱軟體動物的屬。本屬舊屬鳖甲蜗牛科，今屬旋蝸牛亞目蛞蝓下目之下的笠蝸牛總科的Chronidae科。

## 語源
本屬的中文名稱源於本屬的日語名稱，就是透鏡（レンズ；源於英語的）及「貝」（ガイ）這兩個字，因為本屬物種的螺殻雙凸透鏡形:45。

## 物種
以下為部分本屬物種：
- 透镜蜗牛 Otesiopsis japonica (Möllendorff, 1885)[3]:45
- 冠山透鏡蝸牛 Otesiopsis kanumuriyamensis：見於日本岐阜縣周邊山區的近危物种，被列入國際自然保護聯盟瀕危物種紅色名錄[4]。
- 台湾透镜蜗牛 Otesiopsis taiwanica (Kuroda, 1941)[2][5]

## 分佈
本物種見於日本及台灣。

## 外部連結
- 維基物種上的相關：透镜蜗牛属